# Johann Vogel (Fussballspieler)
Johann Vogel (* 8. März 1977 in Genf) ist ein ehemaliger Schweizer Fussballspieler und heutiger -trainer.

## Spielerkarriere

### Verein
Johann Vogel ist ein defensiver Mittelfeldspieler. Sein Karrieredurchbruch gelang ihm beim Grasshopper Club Zürich. 2005 verabschiedete er sich mit dem Gewinn der niederländischen Meisterschaft und des Amstel Cup von der PSV Eindhoven und wechselte zum italienischen Spitzenverein AC Mailand.
Wegen mangelnder Spielpraxis entschloss er sich schliesslich 2006 nach nur einer Saison aus sportlichen Gründen für einen Wechsel nach Spanien, wo er das Trikot von Betis Sevilla trug. In Sevilla bekam er nicht wie zuvor bei der PSV Eindhoven und dem AC Mailand die Rückennummer 14 zugeteilt, sondern die Nummer 16. Am 27. Dezember 2007 gab Betis die «einvernehmliche Trennung» von Vogel bekannt. Am 18. März 2008 unterschrieb der bis dato vereinslose Vogel einen Dreijahresvertrag bei den Blackburn Rovers. Am 7. April 2009 lösten Vogel und die Blackburn Rovers den Vertrag vorzeitig auf, da Vogel in der laufenden Saison lediglich 7 Minuten spielte. Am 5. November 2009 beendete er vorerst seine Karriere. Im Oktober 2011 wurde jedoch bekannt, dass Vogel noch im selben Jahr sein Comeback bei seinem Jugendverein Grasshopper Club Zürich geben wird. Verletzungs- und krankheitsbedingt kam er allerdings nur noch zu drei Einsätzen.

### Nationalmannschaft
Johann Vogel absolvierte 94 Länderspiele für die Schweizer Fussballnationalmannschaft und nahm an der Europameisterschaft 1996, der Europameisterschaft 2004 und der Weltmeisterschaft 2006 teil.
Bis zum 8. März 2007 war er Kapitän der Schweizer Fussballnationalmannschaft. Für die EM-Vorbereitungsspiele in den USA Ende März 2007 wurde er vom damaligen Nationalcoach Köbi Kuhn nicht mehr aufgeboten.

## Trainerkarriere
Nach dem Ende seiner Spielerkarriere beim Grasshopper Club Zürich stieg Vogel dort 2013 als Jugendtrainer in den Nachwuchsbereich ein. Ab 2015 absolvierte er beim SFV den Lehrgang zum Erwerb der UEFA-Pro-Lizenz als Fussballtrainer, die er daraufhin im Februar 2017 erhielt.
Von Sommer 2018 bis Ende Januar 2019 war er für seinen niederländischen ehemaligen Verein PSV Eindhoven als U17-Trainer tätig. Im Mai 2019 betreute er kurzzeitig für zwei Spiele die Schweizer U18-Nationalmannschaft und übernahm dann im Sommer 2019 die U19-Auswahl. Seit August 2021 trainiert er die U17-Nationalmannschaft.

## Privates
Johann Vogel ist verheiratet und Vater von vier Kindern. Er spricht Deutsch, Englisch, Spanisch, Französisch, Italienisch und Niederländisch.

## Erfolge
- 3× Schweizer Meister mit dem Grasshopper Club Zürich (1995, 1996, 1998)
- 1× Schweizer Pokalsieger mit dem Grasshopper Club Zürich (1994)
- 4× Niederländischer Meister mit dem PSV Eindhoven (2000, 2001, 2003, 2005)
- 1× Niederländischer Pokalsieger mit dem PSV Eindhoven (2005)
- 3× Niederländischer Supercupsieger mit dem PSV Eindhoven (2001, 2002, 2004)